# Volvo PV4
De Volvo PV4 is een personenauto van Volvo. Het is de gesloten versie van Volvo's eerste auto, de Volvo ÖV4, welke als cabriolet niet erg succesvol bleek in het Zweedse klimaat. In tegenstelling tot de afkorting ÖV (öppen vagn - open wagen) staat PV voor "personvagn" - personenwagen.
De PV4 had een versnellingsbak met 3 versnellingen en de motor had een cilinderinhoud van 1944 cm³ met een vermogen van 28 pk. Het plaatwerk van de PV4 bestond uit kunstleer, als optie ook uit echt leder, op het houten frame, en niet zoals gebruikelijk in deze tijd uit staal. Deze bleek echter niet waterdicht, waardoor het houten frame van de auto na een tijd begon te rotten. Een handig detail was dat de binnenkant van de auto tot een plank kon worden uitgeklapt, wat eventuele overnachtingskosten kon besparen.
De productie begon in de zomer van 1927. De verkoopaantallen waren beter dan bij de ÖV4, maar nog steeds niet erg overtuigend. Hierdoor volgde in de herfst van 1928 de PV4 Special, die met vloeiendere lijnen en een overzichtelijkere achterruit ontworpen was. Door de lange motorkap leek de auto bovendien sportiever. Naast deze twee modellen kwam de PV4 handelsreiswagen op de markt, een speciale versie van de PV4 Special, die een grotere achterdeur had. Hij kan gezien worden als de eerste Volvo-stationwagon.

## Galerij

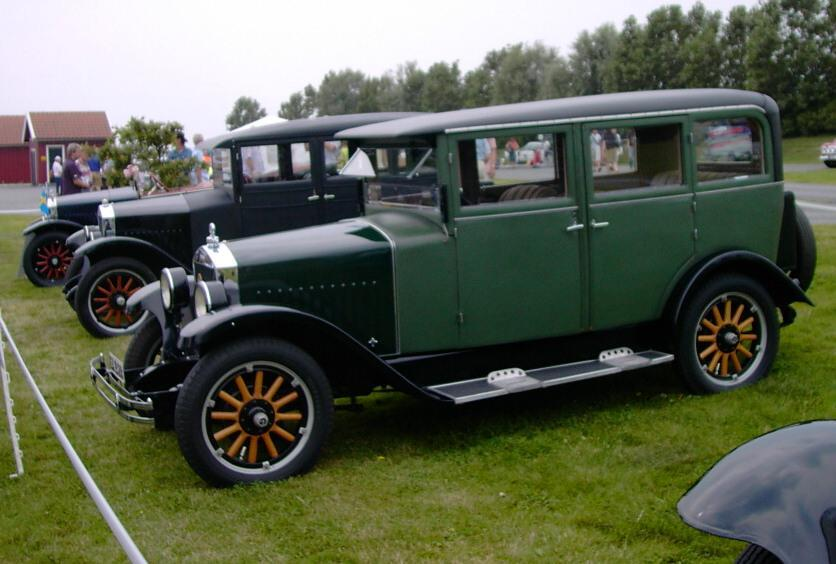
Volvo PV4 Special
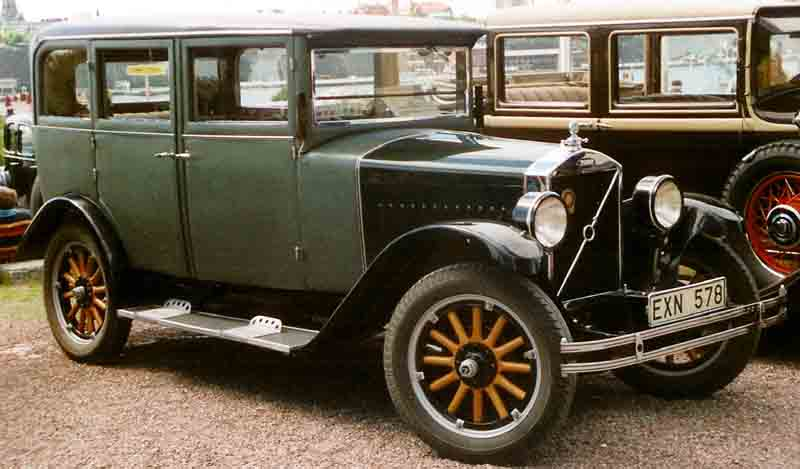
Volvo PV4 Special (1928)